# 우크라이나 거래소
우크라이나 거래소는 우크라이나어: Українська біржа)는 우크라이나 키이우에 소재한 증권거래소이다. 1998년 7월 20일에 설립되었다.

## 같이 보기
- 증권거래소
- 우크라이나의 경제